# شهرستان پینگیوان، گوانگ‌دونگ
پینگیوان (به لاتین: Pingyuan County, Guangdong) یک شهرستان در جمهوری خلق چین است که در ماوژوا واقع شده‌است.